# Carcass Island
Carcass Island (spanisch: Isla del Rosario) gehört zu den Falklandinseln. Sie liegt nordwestlich von West Falkland und südöstlich der Jason Islands. Auf der 213 m hohen Insel finden sich vereinzelt Sanddünen.

## Geographie
Carcass Island liegt im Nordwesten der Falklandinseln, 6,5 Kilometer nordöstlich von Hope Point, einer Landspitze von Westfalkland. Die Insel ist bei einer maximalen Breite von 2,5 Kilometern in Nordwest-Südost-Richtung 10 Kilometer lang und besitzt eine Fläche von fast 19 km². Die höchste Erhebung ist der Mount Byng (231 m). In Port Patterson, der größten Bucht, an der auch die gleichnamige einzige Siedlung der Insel liegt, befindet sich das Eiland Beechams Island. Carcass besitzt sandige Buchten, wie Leopard Beach, der sich im Südosten zwischen Needles Point und Gothic Point erstreckt und Ballast Beach an der Nordwestküste. Die Nordostküste ist steiler und weist Klippen auf. Auf der Insel gibt es mehrere Süßwasserteiche.

## Geschichte
Die Insel erhielt ihren Namen vom Kapitän der HMS Carcass, der das Eiland 1766 entdeckte. Die Nachbarinseln erhielten den Namen Jason Islands, nach dem Begleitschiff der Carcass, der HMS Jason. Der Kapitän der Jason, John McBride, gab auch dem nordöstlichsten Punkt der Falklandinseln seinen Namen, MacBride Head.
Carcass war 1982 als möglicher Landepunkt während des Falklandkriegs auserwählt worden, die amphibischen Operationen wurden dann jedoch in der San-Carlos-Bucht (engl. meist San Carlos Water) im Nordwesten von Ostfalkland durchgeführt.
Die Insel ist seit über 150 Jahren besiedelt. Der Däne Charles Hansen mietete die Insel 1872 und errichtete eine Schaffarm. Port Patterson, die einzige Siedlung, besteht heute aus einem Haus sowie einigen Wirtschaftsgebäuden und zwei Unterkünften für Besucher. Carcass Island wird gelegentlich von Expeditionskreuzfahrtschiffen angelaufen, die sich auf dem Weg von Ushuaia nach Stanley befinden.

## Flora und Fauna

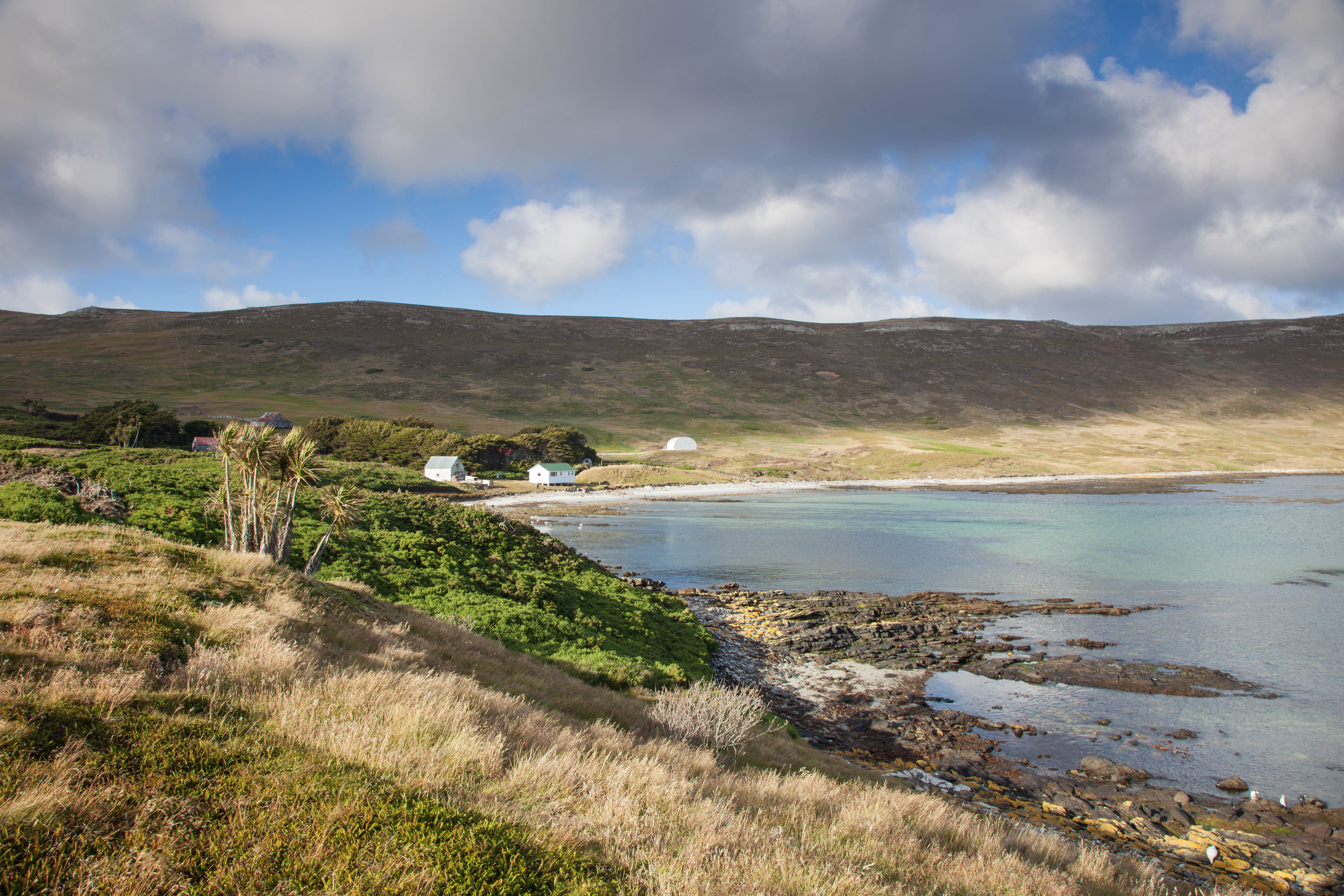
Blick auf Port Patterson

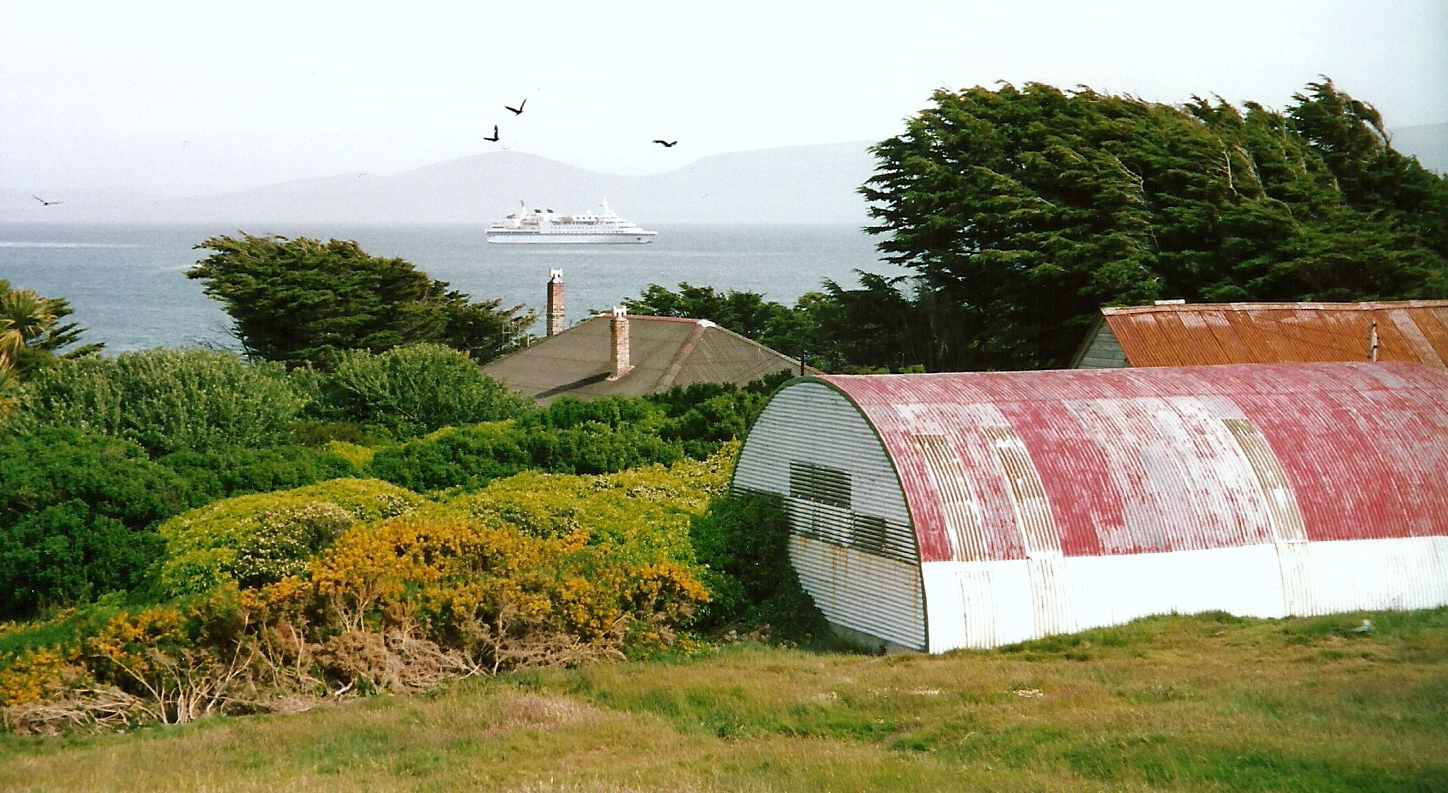
Wald auf Carcass Island

Da auf die Insel keine Katzen und Ratten eingeschleppt wurden, konnte die vielfältige Vogelwelt bewahrt werden, weshalb BirdLife International die Insel als Teil der Important Bird Area West Point Island Group (FK017) ausweist. Der Falkland-Uferwipper, der Falklandkarakara, die Rotkopfgans, die Blauaugenscharbe, der Bartzeisig, die Magellandrossel und der Falklandzaunkönig sind auf der Insel heimisch. Auch zwei Pinguinarten, der Magellan- und der Eselspinguin, sind auf der Insel anzutreffen. Auf The Twins, zwei Eilanden nördlich von Carcass Island, gibt es Kolonien der Mähnenrobbe und des Südlichen See-Elefants.
107 Pflanzenarten wurden auf der Insel identifiziert. Typisch für Carcass island ist Nassella trichotoma, eine robuste Grassorte. Heimisch ist auch die seltene gelbe Orchidee Gavilea littoralis, das zu den Berufkräutern gehörende Erigeron incertus und das Felsenblümchen Draba funiculosa. In den Gärten der Insel wurden u. a. Fuchsien, Lupinen und neuseeländische Palmen angepflanzt. Die Ansammlung von Bäumen am Rande von Port Patterson – hauptsächlich Monterey-Zypressen und aus Neuseeland stammende Keulenlilien der Spezies Cordyline australis – gilt als der zweitgrößte „Wald“ der Falklandinseln.

## Infrastruktur
Port Patterson verfügt über einen kleinen Pier, an dem das Frachtschiff zur Versorgung der Insel sowie kleinere Boote gelegentlicher Kreuzfahrtschiffe anlegen, und im Norden der Insel befindet sich eine Landepiste. Zwei Gebäude in Port Patterson wurden zu Unterkünften für Touristen umgebaut, unter ihnen das Valley Cottage genannte älteste noch existierende Bauwerk der Insel, das aus der Zeit um 1870 stammt. Im 1938 erbauten Hauptgebäude der Ansiedlung befindet sich ein kleiner Laden.